# Poggio-Marinaccio
Poggio-Marinaccio är en kommun i departementet Haute-Corse på ön Korsika i Frankrike. Kommunen ligger i kantonen Fiumalto-d'Ampugnani som tillhör arrondissementet Corte. År 2022 hade Poggio-Marinaccio 35 invånare.

## Befolkningsutveckling
Antalet invånare i kommunen Poggio-Marinaccio
Referens:INSEE